# 信頼性技術者
信頼性技術者（しんらいせいぎじゅつしゃ）とは、日本科学技術連盟が主催する信頼性に関する資格認定試験である。

## 受験級
- 上級信頼性技術者
- 中級信頼性技術者
- 初級信頼性技術者

## 各級の基準
上級信頼性技術者
信頼性全般についての一般的知識に加え、信頼性の専門分野における卓越した知識と豊富な実践経験を有し、その分野の問題解決を指揮・指導することができ、また中級信頼性技術者レベルの指導・教育を行うことができること。
　中級信頼性技術者
信頼性全般についての基礎的知識に加え、信頼性の専門分野における知識と実務経験を有し、その分野の問題を自主的に解決することができ、また初級信頼性技術者レベルの指導・教育を行うことができること。
　初級信頼性技術者
信頼性全般についての基礎的知識を有し、基本的な問題の解決に有効な信頼性手法を利用することができること。

## 受験料
- 上級信頼性技術者 - 21,000円
- 中級信頼性技術者 - 15,750円
- 初級信頼性技術者 - 10,500円

　※受験料は、いずれも税込

## 試験日
年4回（東京3回、大阪1回）